# 初田牛車站

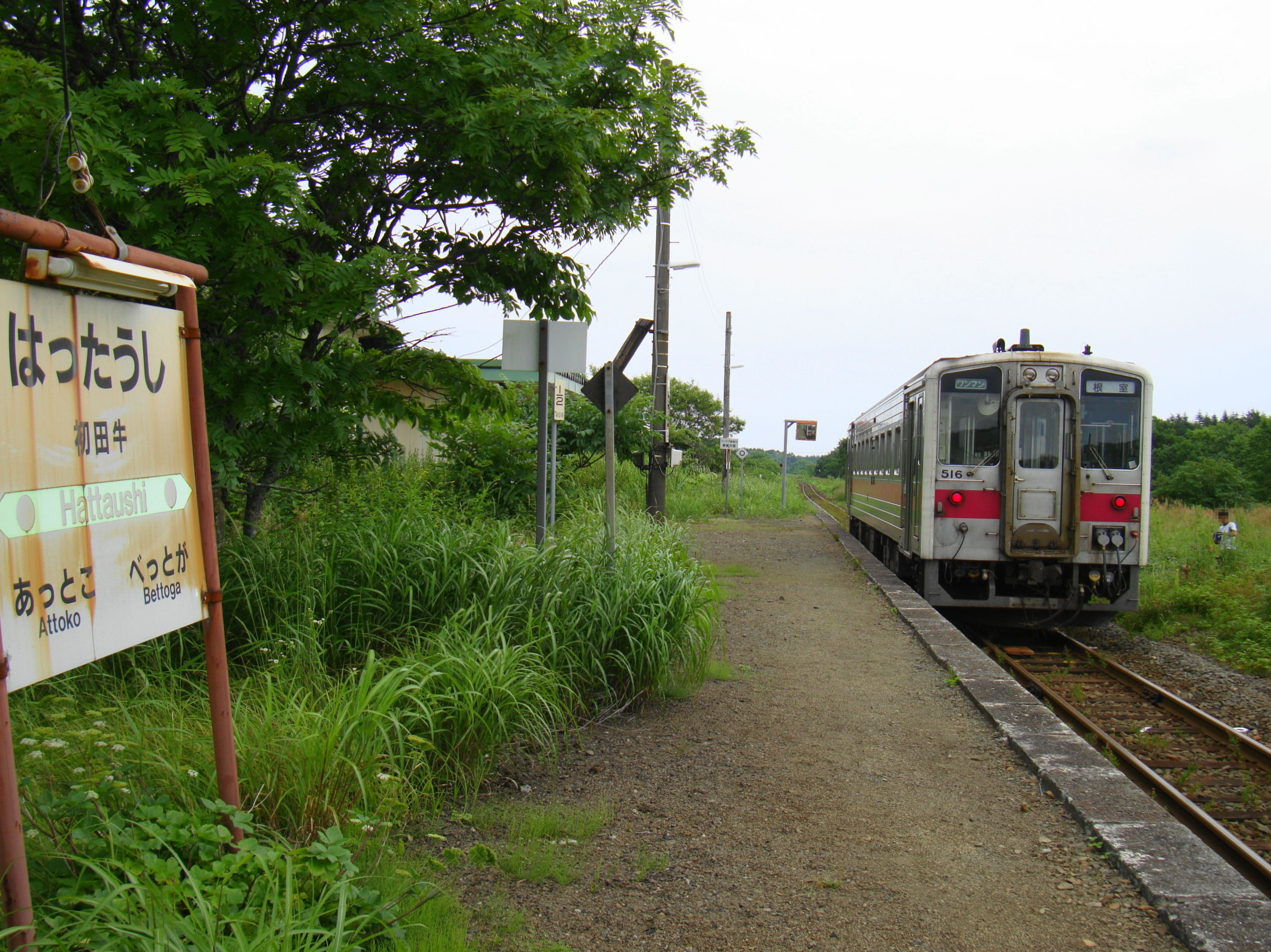
車站月台

初田牛車站（日语：／ Hattaushi eki */?）為一已廢站的車站，位於北海道根室市大字初田牛的北海道旅客鐵道（JR北海道）根室本線（花咲線）的鐵路車站。電報略號為。
車站名稱來自阿伊努語的（o-hattar-us-i，擁有深河口的場所），再簡化成（hattar-us-i）並取漢字諧音成為「初田牛」。

## 歷史
- 1920年（大正9年）11月10日 - 以國有鐵道車站開始營業。為一般車站。
- 1944年（昭和19年）12月2日 - 站房改建。
- 1962年（昭和37年） 12月1日 - 取消整理車攜貨物服務。
- 1964年（昭和39年）4月1日 - 變成業務委託車站。
- 1971年（昭和46年）10月2日 - 廢除貨物、行李處理。同時車站無人化。
- 1977年（昭和52年）10月24日 - 站房改建。
- 1987年（昭和62年）4月1日 - 國鐵分割民營化後，由JR北海道繼承。
- 2019年（平成31年）3月16日 - 因使用旅客過少而廢站[1]。

## 車站構造
初田牛車站為1面1線、側式月台的地面車站。而等候室亦與姉別車站及新吉野車站有相同的設計。亦是無人及秘境車站。

## 車站周邊
位於北海道道1127號初田牛厚床線分岔路、礫石路的盡頭。而初田牛地區的會議所及十分稀少的民居則位於等候室旁的森林之中。而北海道道142號根室濱中釧路線附近與等候室後面有道路連接，不過由於路軌沒有設置道路，需要用較迂迴的通道前往。
- 根室徑巴士
- 二之岩
- 風蓮湖

## 相鄰車站
北海道旅客鐵道（JR北海道）
根室本線（花咲線）
快速「花咲」（往釧路）、快速「納沙布」、普通（一部分列車）
通過
快速「花咲」（往根室）、普通
厚床－初田牛－別當賀

## 註腳
1. ↑   (PDF). JR北海道. 2018-12-14  [2019-03-11]. （原始内容存档 (PDF)于2018-12-14）.
2. ↑  車站月台的圖片右邊的人正在用較迂迴的方法穿過路軌。

## 外部連結
- （日語）初田牛車站（JR北海道釧路分社）
- （日語）初田牛車站
- （日語）全驛參觀之旅（页面存档备份，存于）